# Jagdstaffel 65
A Jagdstaffel 65, conhecida também por Jasta 65, foi um esquadra de aeronaves da Luftstreitkräfte, o braço aéreo das forças armadas alemãs durante a Primeira Guerra Mundial. No total, esta esquadra abateu 34 aeronaves inimigas, incluindo 9 balões.